# Robert A. Freitas
Robert A. Freitas Jr., né en 1952, est un chercheur et un ingénieur américain, spécialiste de la nanotechnologie, et travaillant au sein de la fondation Institute for Molecular Manufacturing installée à Palo Alto, en Californie.
Il obtient en 1974 sa B.A en physique et en psychologie au Harvey Mudd College (en), puis en 1978 il devient Juris Doctor (J.D.) à l'université de Santa Clara. Il a écrit plus de 150 articles techniques, livres, chapitres de livres, sur des sujets variés touchant à la technologie. Il a codirigé en 1980 le programme de faisabilité de la NASA concernant l'auto-réduplication dans l'espace. Il a ensuite travaillé sur un nanorobot médical, le « respirocyte ».

## Publications
- Nanomedicine, volume I: Basic Capabilities, Landes Bioscience, 1999,  (ISBN 1-57059-645-X)
- Nanomedicine, volume II : Biocompatibility, Landes Bioscience, 2003,  (ISBN 1-57059-700-6)
- Avec Ralph Merkle, Kinematic Self-Replicating Machines, Landes Bioscience, 2004,  (ISBN 1-57059-690-5)
- Nanomedicine: Biocompatibility, S Karger Pub, 2004,  (ISBN 3-8055-7722-2)